# Камасарія Філотекна
Камасарія II Філотекна (дав.-гр. Kαμασαρύη Φιλοτέκνος, померла 175 до н.е. або 160 до н.е.) - правляча цариця Боспорського царства із династії Спартокідів, з 180 до н.е. до смерті в 160 р. до н. е.
Камасарія була донькою боспорського басилевса Спартока V, дружиною Перісада III та матір'ю Перісада IV Філометора. За іншою версією була дочкою Спартока VI, дружиною Перісада IV та матір'ю Перісада V. У тексті дельфійської проксенії на честь Камасарії та її чоловіка, патронів вказано лише після імені цариці. Тому дослідники вважають, що Камасарія та Перісад III були братом та сестрою. Вони спільно правили державою до смерті Перісада. Її епітет Філотекна з грецької означає «Любляча дитину». Мала з чоловіком сина Перісада IV Філометора, майбутнього царя Боспору між 170 р. до нашої ери/160 до н.е.-145/140 до н.е. Після смерті чоловіка вступила в шлюб зі скіфським аристократом Арготома. Про Камасарію відомо з одного запису (Corpus Inscriptionum Regni Bosporani (CIRB), 75):
Παιρισάδου. Καμασαρύης. ̉Αργότου. Ύπὲρ ἄρχοντος καὶ βασιλέως Παιρ [ι] σάδου τοῦ βασιλέως Παιρισάδου φιλομήτρος καὶ βασιλίσσης Καμασαρύης τῆς Σπαρτ [ό] κου θυγατρὸς φιλ [ο] τέκνου [καὶ] Αργότου τοῦ ̉Ι [σάν] θου βασ [ιλίσ] σης Καμασαρύης ἀνδρὸς ... (Перісад. Камасаре. Аргот. За [правління] царя і архонта Перісада, сина царя Перісада, люблячої матері і люблячої цариці Камасарії, дочки Спартока, і Аргота, сина І[...]нта, чоловіка Камасарії...).
Камасарія та Перісад III також згадані в дельфійському декреті (указі), виявленому в Мілеті, який датується роками 178-177 до н.е. Напис, знайдений в Керчі, датується, швидше за все, після 150 до н.е. (CIRB, стор 85).

## Див.також
- Список правлячих королев
- Боспорські царі